# Жиривиллер
Жиривилле́р (фр. Giriviller) — коммуна во французском департаменте Мёрт и Мозель региона Лотарингия. Относится к  кантону Жербевиллер.	

## География
Жиривиллер расположен в 36 км к юго-востоку от Нанси. Соседние коммуны: Серанвиль на северо-востоке, Маттексе на востоке, Эссе-ла-Кот на юго-западе, Веннезе на западе, Ременовиль на северо-западе.

## История
- Следы галло-романской культуры.

## Демография
Население коммуны на 2010 год составляло 75 человек.
| 1962 | 1968 | 1975 | 1982 | 1990 | 1999 | 2010 |
| ---- | ---- | ---- | ---- | ---- | ---- | ---- |
| 81   | 65   | 53   | 45   | 40   | 39   | 75   |

## Достопримечательности
- Церковь XVIII века.
- Часовня Нотр-Дам при въезде в коммуну.